# 김장환 (정치인)
김장환(金章煥, 1980년 9월 12일 ~ 2021년 1월 4일)은 대한민국의 제8대 서울특별시 송파구의원이었다. 그러다 2021년 1월에 자가용에서 지인으로 추정되는 남성 1명(1993년 생)과 함께 변사체로 발견되었다.

## 학력
- 서울잠신국민학교 졸업
- 잠신중학교 졸업
- 잠신고등학교 졸업
- 천안대학교 경상학부 경영학사 졸업
- 동국대학교 행정대학원 행정학과 재학

## 경력
- 공군 제1전투비행단 병장 만기 전역
- 민주평화통일자문회의 자문위원
- 서울특별시 송파구 관광정책위원회 위원
- 서울특별시 송파구 지역돌봄협의회 위원
- 서울특별시 송파구 다문화가족지원협의회 위원
- 더불어민주당 서울시당 직능위원회 부위원장
- 더불어민주당 서울시당 국민주권특별위원회 위원
- 더불어민주당 전국청년위원회 인재육성분과 위원장
- 2018.07 ~ 2021.01 제8대 서울특별시 송파구의회 의원
- 2018.07 ~ 2020.07 제8대 서울특별시 송파구의회 전반기 행정보건위원회 위원
- 2018.07 ~ 2020.07 제8대 서울특별시 송파구의회 전반기 예산결산특별위원회 위원
- 2020.07 ~ 2021.01 제8대 서울특별시 송파구의회 후반기 예산결산특별위원회 위원

## 사망
2021년 1월 4일 충청남도 천안시에 있는 한 가건물 주차장에 있는 차량 안에서 20대 남성과 함께 숨진 채 발견되었다.

## 역대 선거 결과
| 실시년도 | 선거      | 대수 | 직책   | 선거구                  | 정당         | 득표수  | 득표율          | 순위 | 당락 | 비고           |
| -------- | --------- | ---- | ------ | ----------------------- | ------------ | ------- | --------------- | ---- | ---- | -------------- |
| 2018년   | 지방 선거 | 7대  | 구의원 | 서울 송파구 (라 선거구) | 더불어민주당 | 7,299표 | \| \| 19.56% \| | 3위  |      | 초선, 민선 7기 |
|          | 19.56%    |      |        |                         |              |         |                 |      |      |                |

## 참고 자료
- 김장환 - 페이스북
- 김장환 - 인스타그램